# パク・ソルミ
パク・ソルミ（박솔미、1978年1月3日 - ）は、韓国の女優。全羅北道益山市出身。身長170cm、体重49kg、血液型B型。

## 略歴
1998年、MBC27期新人タレント選抜大会大賞でデビュー。その後、『冬のソナタ』をはじめドラマの準主役を演じ、女優としてのキャリアを積み重ねる。2002年、ドラマ『バッドガールズ』で主演を務める。2011年、ダボムエンターテインメントと専属契約を結ぶ。
女優業と共に学業にも励んでいる。祥明大学校映画学科卒業後、2007年に成均館大学校公演芸術大学院へ進学。
2013年4月21日、キム・マンドク〜美しき伝説の商人で共演した俳優のハン・ジェソクと結婚。2014年3月23日に第一子長女を出産、2015年11月22日に第二子次女を出産。

## 出演

### テレビドラマ
- パパ 第15話（1996年、KBS）
- グッバイ・マイ・ラブ （1999年、MBC）
- わが家（2001年-2002年、MBC）- ハン・ハナ役
- 真心の斧（2001年、SBS）- シヨン役
- 花喫茶店 純情（2001年、SBS）- スンジョン役
- 冬のソナタ（2002年、KBS）- オ・チェリン役
- バッドガールズ（2002年、SBS）- パク・ジェギョン役
- オールイン 運命の愛（2003年、SBS）- ソ・ジニ役
- 黄金のリンゴ（2005年-2006年、KBS）- キム・キョンスク役
- オレの女（2008年、MBC）- ユン・セラ役
- スタイル 第7・8話（2009年、SBS）[6] - チェ・アヨン役
- キム・マンドク〜美しき伝説の商人（2010年、KBS）- オ・マクスン(オ・ムンソン)役
- 親愛なる者へ（2012年、JTBC）- ソ・チャンジュ役
- 町の弁護士チョ・ドゥルホ（2016年、KBS）- チャン・ヘギョン役
- 死んでもいい（2018年、KBS） - ユ・シベク役
- 町の弁護士 チョ・ドゥルホ2：罪と罰（2019年、KBS）- チャン・ヘギョン役

### 映画
- 風の伝説（2004年）
- 極楽島殺人事件（2007年）
- 携帯電話（2009年）

### 日本の番組のゲスト出演
- ズバリ言うわよ!（TBS）
- 『ぷっ』すま（2008年1月2日、テレビ朝日）